# 埃里希·玛利亚·雷马克
埃里希·瑪利亞·雷馬克（德語：Erich Maria Remarque，德語：[ˈeːʁɪç maˈʁiːa ʁəˈmaʁk] ⓘ；1898年6月22日—1970年9月25日），本名埃里希·保羅·雷馬克（Erich Paul Remark），二十世紀德裔美籍作家。他的里程碑小說《西線無戰事》（1928年），講述了德國士兵在第一次世界大戰中的軍事經歷，因此開創了新的文學體裁，並多次改編成電影，獲得國際暢銷小說的地位。

## 生平

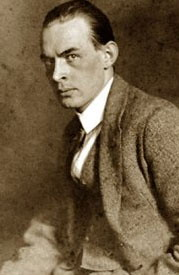
1928年

埃里希·保尔·雷马克於1898年6月22日出生于德意志帝國奥斯纳布吕克一个有天主教背景的工人家庭，父親是彼得·弗朗茲·雷馬克，母親是安娜·瑪麗亞。雷馬克在孩子中排行第三，還有姐姐厄娜、哥哥西奧多·亞瑟（五六歲時去世）和妹妹埃爾弗里德。埃爾弗里德於1943年12月被納粹砍頭。
他18岁那年被卷入第一次世界大战，在西线负伤。战后，他改用其祖父的姓氏Remarque，并曾从事许多不同种类的工作。
1929年，他的杰作《西线无战事》以埃里希·玛利亚·雷马克的名字发表（中间名“玛利亚”用以纪念其母亲），并在好莱坞被拍成同名电影。1933年，雷马克移居瑞士提契诺，但继续同托马斯·曼在内的许多德国作家保持联系。他的小说带有强烈的反战情绪。1933年德國纳粹黨当政后，他的作品被禁。1938年，他放弃了德国国籍并于次年同妻子Jutta Ilse Zambona移居美国。在美国，他结识了利翁·福伊希特万格、布莱希特、玛莲娜·迪特里茜等政治流亡者。1947年他们成为美国公民。1948年，他重返瑞士。他同Zambona曾两次结婚并离婚。1958年，他最终同卓别林的前妻Paulette Goddard结婚。此后他们一直生活在他的第二故乡瑞士提契诺。雷马克1970年在瑞士提契诺州洛迦诺逝世。
1991年，其家乡奥斯纳布吕克创立了埃里希·玛利亚·雷马克和平奖（Erich-Maria-Remarque-Friedenspreis）。

## 發表作品
長篇小說
- 《西线无战事》Im Westen nichts Neues (1929)
- 戰後Der Weg zurück (1931)
- 三個戰友Drei Kameraden (1937)
- 愛你鄰人(英文版譯為流亡曲)Liebe deinen Nächsten (1941)
- 凱旋門Arc de Triomphe (1945)
- 生命的火花Der Funke Leben (1952)
- 生死存亡的年代Zeit zu leben und Zeit zu sterben (1954)
- 黑色方尖碑Der schwarze Obelisk (1956)
- 上帝沒有寵兒Der Himmel kennt keine Günstlinge (1961)
- 里斯本之夜Die Nacht von Lissabon (1963)
- 天堂裡的影子Schatten im Paradies (死后出版, 1971)

電影劇本
- 最後一站Die letzte Station(1956)
- 生死存亡的年代(1957年由同名小說親手改寫)

並被翻譯成數十種語言(主要是《西線無戰事》)。